# Chrysoviridae
Famille
Les Chrysoviridae sont une famille de virus à ARN double brin,,. Les membres de cette famille sont appelés chrysovirus.

## Taxonomie
La famille contient les genres suivants :
- Alphachrysovirus (17 espèces) ;
- Betachrysovirus (8 espèces).